# Falkenstein, Donnersberg
Falkenstein là một đô thị thuộc huyện Donnersberg, trong bang Rheinland-Pfalz, phía tây nước Đức. Đô thị Falkenstein, Donnersberg có diện tích 7,48 km², dân số thời điểm ngày 31 tháng 12 năm 2006 là 226 người.